# Nucli de Capafonts
Nucli de Capafonts és una obra de Capafonts (Baix Camp) protegida com a Bé Cultural d'Interès Local.

## Descripció
El terme de Capafonts es troba a les Muntanyes de Prades, envoltat pels termes de Vilaplana al sud-est, La Febró al sud-oest, Prades al nord i al nord-oest, i amb el de Mont-ral, ja comarca de l'Alt Camp, a l'est.
Situat sobre un turó que ocupa la part central de la Vall, el nucli presenta desnivell, fet que afecta en les solucions constructives. Predominen les edificacions realitzades en maçoneria, algunes arrebossades i altres no, de caràcter popular. Són edificacions de petites dimensions, duna, dues o tres altures i amb un marcat caràcter popular.

## Història
Les primeres notícies històriques relatives al municipi daten de mitjan segle xii, moment en què Capafonts ja apareix esmentat a la carta de població de Prades. Integrada al Comtat de Prades, abans de 1392 la vila va ser donada en dot pel comte Ramon Berenguer a la seva muller Blanca. És coneguda del 1681 una plaga de llagosta que es repetí el 1685 i que destrossà les collites. Al segle xviii s'hi explotaven mines de plom i d'argent, tot i que l'economia depenia del carboneig.